# Pierre Henrici
Pour les articles homonymes, voir Henrici.
 (mai 2018).
Si vous disposez d'ouvrages ou d'articles de référence ou si vous connaissez des sites web de qualité traitant du thème abordé ici, merci de compléter l'article en donnant les références utiles à sa vérifiabilité et en les liant à la section « Notes et références ».
Pierre Henrici, né le 31 mars 1928 à Zurich (canton de Zurich) et mort le 6 juin 2023 à Brigue (canton du Valais), est un prêtre jésuite suisse, philosophe blondélien et professeur à l'Université grégorienne de 1960 à 1993. Il est évêque auxiliaire de Coire de 1993 à 2007.

## Biographie
Cousin du théologien Hans Urs von Balthasar, Pierre Henrici naît le 31 mars 1928 à Zurich. Il entre dans la Compagnie de Jésus en 1945. Après des études en philologie à l'Université de Zurich, il se spécialise en philosophie et théologie en poursuivant des études en différentes universités, à Rome, Munich et Lyon. Ordonné prêtre en 1958, il fait sa profession religieuse définitive en 1965.

### Professeur à la Grégorienne
De 1960 à 1993, Pierre Henrici enseigne l’histoire de la philosophie occidentale moderne à l'Université pontificale grégorienne, à Rome. Il y est également doyen de la faculté de philosophie jusqu'à sa nomination comme évêque auxiliaire de Coire. Comme professeur et guide il est très recherché et lorsqu’il donne un cours ouvert à tous l’auditoire est plein.
Ainsi, lors de l’année académique 1990-1991 il donne à la faculté de théologie de la Grégorienne un cours très suivi sur « Un discours philosophique pour la Théologie » durant lequel il donne un aperçu[non neutre] des contributions de philosophie au discours théologique chrétien, cela depuis la doctrine de l’analogie de Platon jusqu’au philosophe contemporain Martin Heidegger.
Également, en 1990, lors d’un séminaire de second cycle sur « Méthodes pour interpréter un texte philosophique » à l’aide d’un chapitre de l’œuvre capitale de Maurice Blondel « L’Action » (publiée en 1893), il donne une[non neutre] brillante introduction pratique aux méthodes d'analyse structurale interne et externe, de lexicologie, de métaphorologie et d’histoire rédactionnelle.
À partir de 1993, il est professeur invité à la ‘Haute École de Théologie’ de Coire et professeur honoraire à l'Université de Zurich. En 2008, il est nommé professeur honoraire à la même faculté de théologie de Coire.

### Évêque auxiliaire de Coire
En 1993, Pierre Henrici est nommé évêque auxiliaire à Coire (Suisse) et évêque titulaire à Absorus (4 mars 1993). Henrici fut l'un des deux évêques auxiliaires nommés par le Saint-Siège à Coire en vue de désamorcer la crise provoquée par l’attitude conservatrice et les décisions unilatérales prises par Wolfgang Haas. Sa démission comme évêque auxiliaire, pour raison d'âge, fut acceptée par le pape Benoît XVI le 5 février 2007.

## Publications
Les publications de Pierre Henrici font connaître la philosophie et la théologie françaises au public germanophone, en particulier l’œuvre du philosophe chrétien, Maurice Blondel. Sa thèse de doctorat ‘Hegel und Blondel’ lui est consacrée (1958). Il a traduit en langue allemande les œuvres de Jean Daniélou, Maurice Blondel et Pierre Favre.
- (de) Hegel und Blondel : Eine Untersuchung über Form und Sinn der Dialektik in der 'Phänomenologie des Geistes' und der ersten 'Action', Pullach/Munchen, Berchmanskolleg, 1958
- (de) Aufbrüche christlichen Denkens, Johannes-Verlag, 1978, 111 p.
- (it) Introduzione alla metafisica : ad uso degli studenti, Rome, Editrice Pontificia Università Gregoriana, 1989
- (it) Guida pratica allo studio : con una bibliografia degli strumenti di lavoro per la Filosofia e la Teologia, Rome, Editrice Pontificia Università Gregoriana, 1992